# A Waldo-pillanat
A Waldo-pillanat (első magyar címén Waldo) a Fekete tükör című brit sci-fi sorozat hatodik epizódja, amit a sorozat showrunnere, Charlie Brooker írt, és Bryn Higgins rendezett. 2013. február 25-én mutatta be Nagy-Britanniában a Channel 4, Magyarországon pedig az HBO-csoporthoz tartozó Cinemax. A sorozat később felkerült a Netflixre is, ekkor az epizód új szinkront kapott.
Ebben az epizódban egy szebb napokat is látott humorista, Jamie Salter irányít és szólaltat meg egy rajzfilmfigurát: Waldót, a mocskos szájú medvét. Miután egy politikus, akivel korábban leleplezőnek szánt álinterjút készített, úgy dönt, elindul az időközi választáson, a menedzserek javaslatára Waldo is elindul jelöltként. Jamie, és egy másik jelölt, Gwendolyne Harris időközben egymásba szeretnek, és Jamie egyre kevésbé ért egyet azzal, amit csinálnia kell.
Az epizód szokatlan a tekintetben, hogy a vetítésének idejében játszódik a cselekmény, és a politikusokkal szembeni bizalmatlanságra épül a forgatókönyv. Noha eredetileg Boris Johnson brit miniszterelnök megválasztása képezte a forgatókönyv ötletét, a későbbiekben ismét előkerült, amikor Donald Trumpot választották meg az Egyesült Államok elnökévé, kísértetiesen hasonló kampányban, mint Waldóé. Maga az epizód vegyes fogadtatású volt a bemutatásakor.

## Cselekmény
Egy szórakoztató televíziós műsorban Jamie Salter alakítja Waldót, a trágárul beszélő kék animációs medvét, aki egy gyerekműsor álcája alatt interjúvol meg hírességeket. Miután egy konzervatív párti politikus, Liam Monroe panaszt tesz ellene a műsorban tapasztaltak miatt, összehívnak egy stábot, amelynek a célja az, hogy Waldo részére egy új, saját műsort találjanak ki. Jamie, aki nemrég lett túl egy szakításon, nemigen támogatja az ötletet. Jack Napier producer, aki hallotta, hogy Monroe indul egy időközi képviselő-választáson, azt javasolja, hogy az új műsorszám legyen az, hogy Waldo is beszáll a választásokba.
Eleinte Waldo egy kampánybusz oldalán látható kivetítőkről szidja Monroe-t a kampányrendezvényein. Ezalatt Gwendolyn Harris lesz a Munkáspárt jelöltje, amit örömmel vállal el, noha mindenki tudja, hogy a körzet tipikusan a konzervatívoké. Gwendolyn és Jamie egy alkalommal együtt részegednek le: Jamie bevallja, hogy utálja azt, amit csinál, Gwendolyn pedig azt, hogy frusztrálja, hogy úgysem nyerhet. Összejönnek, csakhogy Gwendolynnal közli Roy, a kampánymenedzsere, aki megneszelte, hogy összebeszéltek a férfival, hogy amíg tart a kampányidőszak, nem beszélhetnek egymással.
Waldót és a többi jelöltet is vitaestre hívják, amelynek során Monroe leleplezi Jamie-t, mint a Waldo mögött álló személyt, továbbá közli, hogy az indulásának, vagy hogy őt egyáltalán komolyan vegyék, semmi értelme. Jamie válaszul betámadja Monroe-t és Gwendolynt is, méghozzá azokkal az információkkal, amiket a nőtől tudott meg. Waldo balhéja országosan ismert lesz az interneten, és még az ismert tévés műsorvezető, Philip Crane is meghívja a műsorába. Jamie abba akarja hagyni az egészet, de Jack megfenyegeti őt. Jack és Jamie nem sokkal később találkoznak egy amerikai ügynökkel, aki közli velük, hogy zseniális az ötletük, hogy egy valódi ember helyett egy rajzfilmfigurát állítanak a politika élvonalába, és hogy ebben rengeteg potenciál van még.
Jamie megpróbál kibékülni Gwendolynnal, de a nő dühös rá. Így hát másnap egy kampányesemény során kilép Waldo szerepéből és közli, hogy ne szavazzanak rá. Jack azonnal átveszi a helyét és jutalmat ígér annak, aki ott helyben összeveri őt. Ezt egy lelkes hívő komolyan is veszi, így Jamie kórházba kerül. Ott tudja meg, hogy Monroe nyert, Waldo lett a második, Gwendolyn pedig a harmadik, de az eredményhirdetéskor Waldo máris arra biztatja híveit, hogy dobálják meg Monroe-t.
A záró jelenetben a hajléktalanná vált Jamie-t küldik odébb a rendőrök az utcán, ahol minden kijelzőn csak Waldót látja, aki a világ összes nyelvén szól. Jamie dühében egy üveggel dobná meg, de a rendőrök elfogják és leteperik.

## Szereplők
| Szerep           | Színész          | Magyar hang (HBO) | Magyar hang (Netflix) |
| ---------------- | ---------------- | ----------------- | --------------------- |
| Jamie Salter     | Daniel Rigby     | Kovács Lehel      | Szatory Dávid         |
| Gwendolyn Harris | Chloe Pirrie     | Gáspár Kata       | Tornyi Ildikó         |
| Jack Napier      | Jason Flemyng    | Sarádi Zsolt      | Gémes Antos           |
| Liam Monroe      | Tobias Menzies   | Debreczeny Csaba  | Kálid Artúr           |
| Tamsin           | Christina Chong  | Földes Eszter     | Ruttkay Laura         |
| Conor Simpson    | James Lance      |                   | Pál Tamás             |
| Shaun            | Ed Gaughan       |                   | Németh Gábor          |
| Jim              | Kenneth Collard  |                   | Szokol Péter          |
| Roy              | Michael Shaeffer |                   | Galbenisz Tomasz      |
| Philip Crane     | Pip Torrens      |                   | Galambos Péter        |
| Jeff Carter      | David Ajala      |                   | Varga Gábor           |
| Sara             | Amber Anderson   |                   | Simonyi Réka          |

## Az epizód készítése
Az epizód ötlete még 2005-ből származik, ekkor írta Charlie Brooker és Chris Morris közösen a "Nathan Barley" című sorozatot. Ebben egy olyan politikust képzeltek el, aki rajzolt, hasonlóan a Gorillaz együttes tagjaihoz. Amikor a forgatókönyv készült, nagy inspirációt jelentett Boris Johnson személye, Ali G karaktere, valamint Jón Gnarr humorista, aki Reykjavík polgármestere lett.
A forgatókönyv meglehetősen összecsapott lett, ugyanis a "Fehér medve" című epizód átírásával ment el rengeteg idő. Megírásakor Brooker konzultált sógornőjével, Rupa Huq munkáspárti politikussal. 2018-ban azt mondta, hogy maga az ötlet jobb lett volna inkább egy kétrészes epizódnak vagy egy minisorozatnak, és jobban szerette volna, ha Jamie kétségbeesettebb, Waldo pedig a politikusokkal szembeni ellenérzés fáklyája lehetett volna. Azt is elmondta továbbá, hogy sajnálja, hogy Jamie-t és Gwendolynt nem úgy írta meg, hogy valamikor a múltban voltak együtt.
Waldo egy kilencvenes évekbeli gyerekműsor, a "Live & Kicking" egyik szereplője, Ratz, a macska után lett mintázva. Mozgatását négy technikus végezte, szándékosan darabosan, hogy tényleg úgy tűnjön, hogy Jamie irányítja őt. Jack Napier, a tévés menedzser a nevét az első Batman-film Jokere után kapta.

## Lásd még
- "The Wunderkind" - 2019-es Alkonyzóna-epizód hasonló témában
- "Viccrobot" - 2011-es South Park-epizód

## Forráshivatkozások
1. ↑  Fekete tükör - II/3. rész: Waldo - ISzDb. iszdb.hu. (Hozzáférés: 2023. június 19.)
2. ↑  Fekete tükör - II/3. rész: Waldo - ISzDb. iszdb.hu. (Hozzáférés: 2023. június 19.)

## Fordítás
Ez a szócikk részben vagy egészben  a   The Waldo Moment című angol Wikipédia-szócikk ezen változatának fordításán alapul.  Az eredeti cikk szerkesztőit annak laptörténete sorolja fel. Ez a jelzés csupán a megfogalmazás eredetét és a szerzői jogokat jelzi, nem szolgál a cikkben szereplő információk forrásmegjelöléseként.